# Гарретт-Парк (Меріленд)
Гарретт-Парк (англ. Garrett Park) — місто (англ. town) в США, в окрузі Монтгомері штату Меріленд. Населення — 996 осіб (2020).

## Географія
Гарретт-Парк розташований за координатами 39°2′10″ пн. ш. 77°5′36″ зх. д. / 39.03611° пн. ш. 77.09333° зх. д. (39.036037, -77.093446).  За даними Бюро перепису населення США в 2010 році місто мало площу 0,66 км², уся площа — суходіл.

## Демографія
Згідно з переписом 2010 року, у місті мешкали 992 особи в 380 домогосподарствах у складі 277 родин. Густота населення становила 1499 осіб/км².  Було 401 помешкання (606/км²).
Расовий склад населення:
| - 91,6 % — білих - 3,6 % — азіатів - 1,3 % — чорних або афроамериканців - 0,2 % — корінних американців |

До двох чи більше рас належало 2,8 %. Частка іспаномовних становила 5,5 % від усіх жителів.
За віковим діапазоном населення розподілялося таким чином: 25,5 % — особи молодші 18 років, 56,3 % — особи у віці 18—64 років, 18,2 % — особи у віці 65 років та старші. Медіана віку мешканця становила 46,8 року. На 100 осіб жіночої статі у місті припадало 92,2 чоловіків;  на 100 жінок у віці від 18 років та старших — 89,5 чоловіків також старших 18 років.
Середній дохід на одне домашнє господарство  становив 181 922 долари США (медіана — 151 458), а середній дохід на одну сім'ю — 210 531 долар (медіана — 181 250). За межею бідності перебувало 6,6 % осіб, у тому числі 11,8 % дітей у віці до 18 років та 1,1 % осіб у віці 65 років та старших.
Цивільне працевлаштоване населення становило 524 особи. Основні галузі зайнятості: освіта, охорона здоров'я та соціальна допомога — 28,2 %, науковці, спеціалісти, менеджери — 27,9 %, публічна адміністрація — 13,0 %, мистецтво, розваги та відпочинок — 7,3 %.